# Bernardino de Sahagún
Pour les articles homonymes, voir Sahagún.
Bernardino de Sahagún, de son vrai nom Bernardino de Ribera, Rivera ou Ribeira, né dans la province de Léon vers 1499-1500 et décédé en Nouvelle-Espagne le 5 février ou le 23 octobre 1590, est un missionnaire franciscain espagnol, célèbre pour son travail de compilation précurseur de l'ethnologie aztèque, l'Histoire générale des choses de la Nouvelle-Espagne, aussi appelé Codex de Florence.

## Biographie

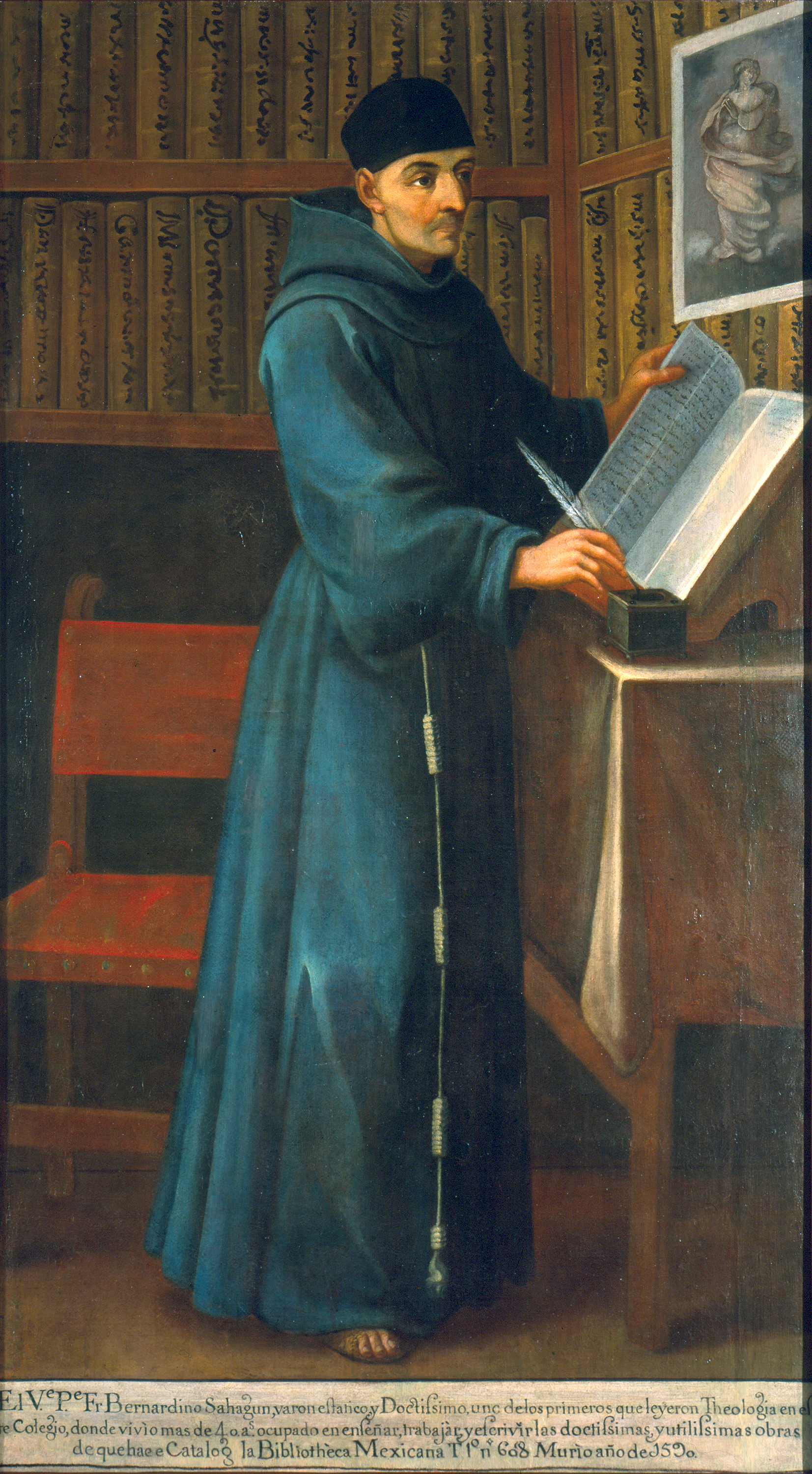
Sahagún, portrait anonyme du XVIIe siècle, Musée national d'histoire de Chapultepec, Mexico.

Bernardino de Sahagún étudie au couvent de Salamanque où il prononce les vœux. En 1529, il est envoyé au Mexique. Il y suit les premiers missionnaires affectés à ce pays, où il travaille jusqu'à sa mort plus de soixante ans plus tard. Il est affecté au collège franciscain de Santa Cruz à Tlatelolco, près de Mexico. Il participe à l'œuvre de prédication, de conversion, et d'instruction des enfants de la noblesse indigène en latin et en nahuatl, entreprise par les Franciscains, avec l'appui du vice-roi Antonio de Mendoza. Par des années d'étude approfondie et de pratique quotidienne il acquiert lui-même la maîtrise de la langue aztèque.
Ce précurseur de l'ethnographie commence par rédiger en 1547 un recueil de discours moraux nahuas («Huehuetlatolli»). De 1550 à 1555, il travaille à une histoire de la Conquête espagnole, en se basant sur les récits des survivants indigènes. En 1558, son travail attire l'attention du provincial de l'ordre des Franciscains, Francisco de Toral, qui le charge de compiler en langue aztèque un abrégé d'éléments de culture mexicaine, qui pourraient se révéler utiles dans l'œuvre de christianisation des Indiens. Ce travail, qu'il accomplit avec l'aide de ses élèves, dure sept ans. Sahagún rédige des questionnaires, qu'il soumet à des « Informateurs », c'est-à-dire des vieillards ayant connu la société indigène avant la conquête espagnole, auxquels ces derniers fournissent des réponses sous forme de peintures (les manuscrits pictographiques) et de commentaires en nahuatl. De 1558 à 1560, il séjourne à Tepepulco. De 1561 à 1565, il revient à Tlatelolco, où il poursuit son enquête. En 1565, Sahagún est transféré au monastère de Saint-François à Mexico. Il continue à corriger son manuscrit, qu'il décide de diviser en douze livres. 
À la suite de conflits à l'intérieur de l'ordre des Franciscains, Sahagún se heurte à l'hostilité de son supérieur. Privé d'aide à l'approche de la vieillesse, il est en outre affligé d'un tremblement de la main. Ses manuscrits lui sont finalement confisqués. Ce n'est qu'en 1573 qu'on les lui rend. Un nouveau commissaire général, Rodrigo de Sequera, attire l'attention de Juan de Ovando, président du Conseil des Indes, sur le travail de Sahagún et lui permet d'en faire une traduction espagnole complète et lui fournit toute l'aide nécessaire. Dès que le manuscrit de l'Histoire générale des choses de la Nouvelle-Espagne est terminé, Sequera se le fait remettre.
C'est à la même époque (1577) que Philippe II prend la décision d'interdire l'étude du passé païen des indigènes : « Par certaines lettres que nous avons reçues de ces provinces, nous avons appris que le Frère Bernardino de Sahagún de l'ordre de Saint-François a composé une Histoire universelle des choses les plus remarquables de cette Nouvelle-Espagne, laquelle est un recueil fort copieux de tous les rites, cérémonies et idolâtries dont les Indiens usaient au temps de leur infidélité; elle est divisée en douze livres et composée en langue mexicaine. Et, bien qu'il soit évident que le zèle du dit Frère Bernardino ait été bon et inspiré par le désir de faire œuvre utile, il est apparu qu'il ne convient pas que ce livre soit imprimé ni ne circule d'une quelconque manière en ces régions, pour un certain nombre de raisons.». Les brouillons de Sahagún sont également confisqués. Il ne reverra jamais son œuvre. À la fin de sa vie, il rédigera encore quelques ouvrages, dont une étude sur l'art de la divination chez les Aztèques et un dictionnaire trilingue nahuatl-latin-espagnol.

## Œuvres

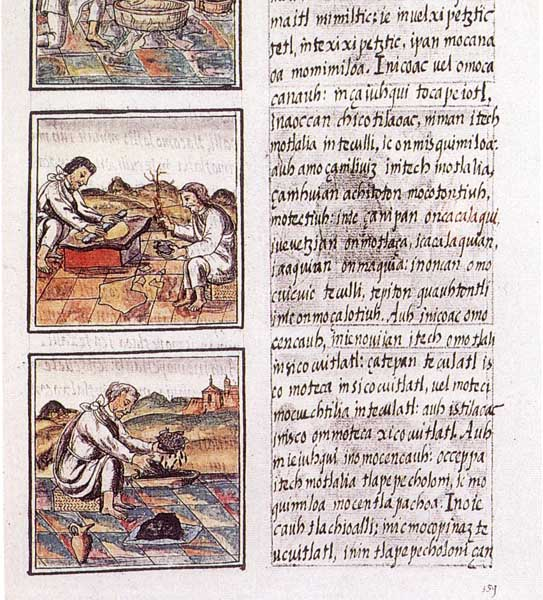
Page 51 du Livre IX du Codex de Florence.

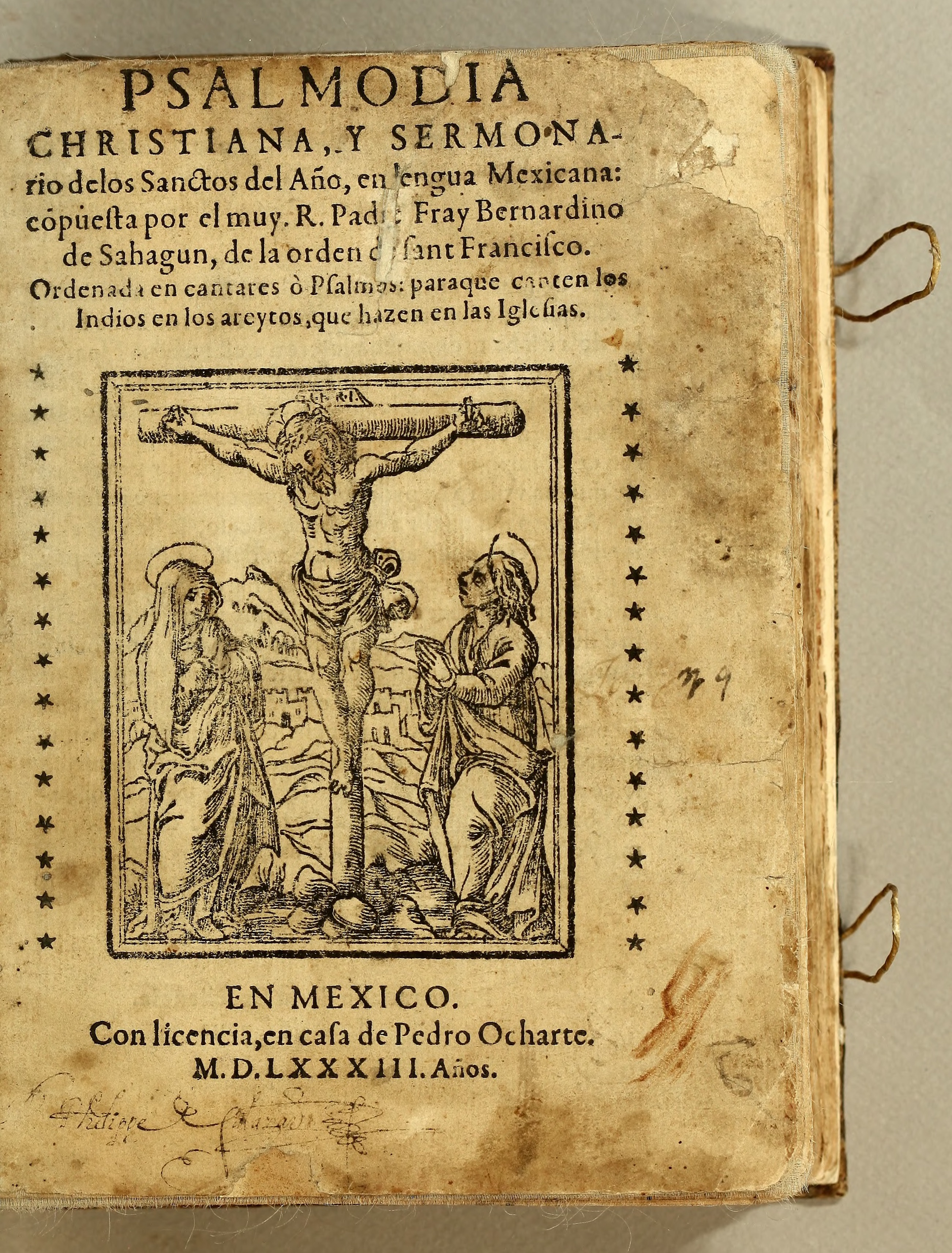
Page titre de Psalmodia Christiana (1583).

Jamais éditée de son vivant, son œuvre majeure a connu une fortune étrange. On en a retrouvé plusieurs manuscrits en Europe :
- des travaux préparatoires en nahuatl rédigés entre 1558 et 1565, connus sous le nom de « Codices Matritenses », conservés dans les bibliothèques du Palais Royal et de l'Académie Royale d'Histoire de Madrid : d'une part ceux datant de son séjour à Tepepulco, connus sous le nom de Primeros Memoriales, et d'autre part ceux de Tlatelolco, qui comprennent les Segundos Memoriales, Memoriales en tres columnas et Memoriales con escolios. Ces écrits ont été utilisés par Francisco del Paso y Troncoso en 1905
- un manuscrit bilingue de Sequera  découvert par Bandini à la Bibliothèque Laurentienne de Florence en 1793; il est connu sous le nom de Codex de Florence. On ignore exactement comment il a abouti à Florence. Chaque page se compose de deux colonnes, le texte en nahuatl à droite et le texte espagnol ainsi que les images à gauche. Entre 1950 et 1982 deux chercheurs américains, Charles E. Diblle et Arthur J.O. Anderson, ont publié le texte nahuatl avec une traduction anglaise.
- un texte espagnol du manuscrit de Sequera découvert en 1730 au couvent de Tolosa en Navarre, transporté à Madrid en 1783, publié par Lord Kingsborough à Londres en 1830 et par Carlos Maria Bustamente à Mexico la même année.

Un autre manuscrit de Sahagún, les Colloques, a connu un sort très semblable à celui de l'Histoire générale. Rédigée en 1564, cette œuvre est le compte-rendu des rencontres ayant eu lieu à Mexico en 1524 entre les anciens chefs et les prêtres aztèques d'un côté et les douze Franciscains envoyés en Nouvelle-Espagne par le pape Adrien VI. Ces rencontres aboutirent à la conversion officielle des Aztèques. Le manuscrit fut oublié pendant plusieurs siècles. Une copie en fut retrouvée dans les Archives secrètes du Vatican et publiée pour la première fois en 1924.

### Œuvres
- General History of the Things of New Spain, by Fray Bernardino de Sahagun: The Florentine Codex (1558-1577), trad. Charles E. Diblie et Arthur J. Anderson, Salt Lake City, University of Utah Press and School of American Research, 1950-1982, 12 vol. Book I (part II) : The Gods, 1950. Book II (part III) : The Ceremonies, 1951. Book III (part IV) : The Origin of the Gods, 1952. Book IV (parts V et VI) : The Soothsayers, 1957. Book V : The Omens, 1957. Book VI : Rhetoruic and Moral Philosophy, 1969. Book VII (part VIII) : The Sun, Moon and Stars, and the Binding of the Years, 1953. Book VIII (part IX) : Kings and Lords, 1954. Book IX : The Merchants, 1959, 97 p. Book X (part XI) : The People, 1974, 197 p. Book XII (part XIII) : The Conquest of Mexico, 1957.
- Histoire générale des choses de la Nouvelle-Espagne, traduit de l'espagnol par D. Jourdanet et R. Siméon, Paris, G. Masson, 1880, LXXIX-898 p. ; Éditions Maspero, coll. "La découverte", Paris, 1981, 299 p. (extraits)
- De l'origine des Dieux, un des livres de l'Histoire générale des choses de la nouvelle Espagne, mis en français par Michel Butor, Fata Morgana, 1981.
- Le Tonalamatl, ou Calendrier divinatoire des Anciens Mexicains. Livre IV de 'L'Histoire générale des choses de la Nouvelle Espagne' , Le Mail, 1989, 208 p.
- Psalmodia Christiana (1583), Intégrale en fac-similé de la première édition de la bibliothèque John-Carter-Brown (en)

### Études
- Georges Baudot & Tzvetan Todorov, Récits aztèques de la conquête, Seuil, Paris, 1983 ("cet ouvrage contient la traduction du texte nahuatl du Livre XII de l' Histoire générale, qui relate la conquête espagnole")
- Serge Gruzinski, L'Amérique de la Conquête peinte par les Indiens du Mexique, Unesco/Flammarion, Paris, 1991 (contient un grand nombre d'images du Codex de Florence accompagnées d'un texte)
- Tzvetan Todorov, La conquête de l'Amérique. La question de l'autre, Seuil, coll. "Points Essais", Paris, 1982 ("un chapitre consacré à Sahagún")